# فناوری هسته‌ای در ایران

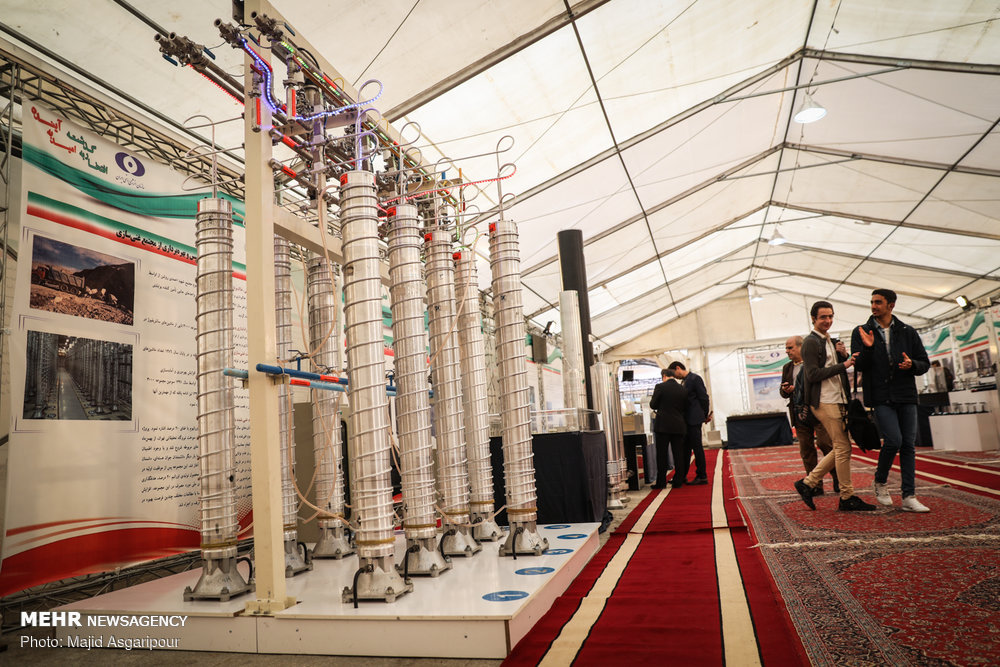
نمایشگاهی از سانتریفیوژ های بومی ایران

فناوری هسته ای در ایران در سال های اخیر رشد چشمگیری داشته است. در این میان کشورهایی چون آمریکا،‌ اسرائیل و کشورهای اروپایی، از رشد فناوری‌های هسته ای در ایران نگران بوده و آن را پوششی برای دستیابی ایران به سلاح هسته ای می دانستند. از این رو سعی در تاخیر برنامه ها و محدود سازی آن کرده اند

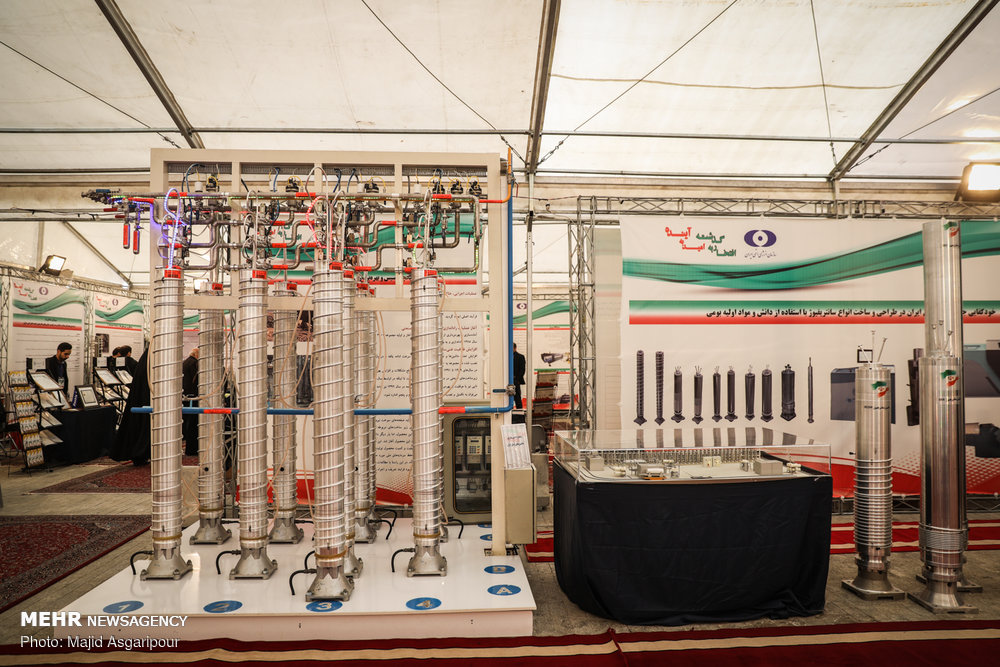
سانتریفیوژ های بومی ایرانی

## تاریخچه آغاز فناوری هسته ای در ایران
آمریکا در سال ۱۳۴۶، اولین رآکتور تحقیقاتی ۵ مگاواتی آب سبک را به ایران فروخت و شرکت آمریکایی ای‌ام‌اف، این رآکتور را در دانشگاه تهران نصب و راه‌اندازی کرد. در سال ۱۳۵۳، محمدرضا پهلوی، سازمان انرژی اتمی ایران (A.F.O.I) را تأسیس کرد و اکبر اعتماد، به ریاست آن منصوب شد. در زمان ریاست جمهوری سید محمد خاتمی، دولت هشتم ایران، حاضر به پذیرش چند توافق‌نامه شد که به تدریج فعالیت‌های مرتبط با غنی‌سازی اورانیوم در ایران را به حالت تعلیق درآورد. پس از توافق‌نامه پاریس و در آخرین ماه دولت هشتم، با دستور سیدعلی خامنه‌ای، رهبر ایران، محمد خاتمی اعلام کرد غنی‌سازی اورانیوم را از سر می‌گیریم. وی تأکید کرد که توقف فعالیت‌های هسته‌ای اصفهان برای ما خسارات مالی و معنوی فراوانی به دنبال داشته‌است و باعث گردیده دانشمندان هسته‌ای ما فعالیت خود را متوقف کنند. شروع دوره ریاست جمهوری حسن روحانی مصادف با دهمین سال مذاکرات هسته‌ای ایران با کشورهای غربی به حساب می‌آمد. ورود حسن روحانی در نقش رئیس‌جمهور ایران در شرایطی صورت گرفت که در طول این سال‌ها دستاورد قابل ملاحظه‌ای در مذاکرات هسته‌ای حاصل نیامد و تنها تغییر، تبدیل طرف مذاکره‌کننده با ایران از نمایندگان ۳ کشور آلمان، فرانسه و انگلیس؛ به نمایندگان ۵ عضو دائم شورای امنیت به‌علاوه آلمان بوده‌است. کارشناسان تحقق وعده‌های اقتصادی حسن روحانی را در گرو لغو تحریم‌های بین‌المللی علیه ایران می‌دانند که آن نیز به شرط به ثمر نشستن مذاکرات هسته‌ای ایران محقق خواهد شد. در نهایت پس از چندین دور تمدید مذاکرات در سه‌شنبه ۲۳ تیر ۱۳۹۴، توافق جامع هسته‌ای وین که در اصطلاح برنامه جامع اقدام مشترک یا برجام نامیده می‌شد، در وین اتریش بین ایران، اتحادیه اروپا و گروه ۱+۵ (شامل چین، فرانسه، روسیه، پادشاهی متحد بریتانیا، ایالات متحده آمریکا و آلمان) منعقد شد.

## فهرست دستاوردهای هسته ای در ایران
در حال حاضر صنعت هسته ای در بخش های مختلفی همچون تولید انرژی، تولید دارو، کشاورزی، صنعتی، فناوری و ... کاربرد دارد که ایران از گذشته و در همان ابتدای ورود به این صنعت روی بحث تولید برق بیشتر تمرکز داشته است. در ایران هر ساله رئیس جمهور در روز ملی فناوری از دستاورهای هسته ای ایران در آن سال رونمایی می کند.
- ساخت سوخت هسته‌ای[۱۶][۱۵]
- ساخت زنجیره فرایند کامل غنی سازی در سایت نطنز در فروردین ۱۳۸۵[۱۷]
- ساخت راکتور هسته ای بومی[۱۷]
- ساخت سانترفیوژهای نسل جدید[۱۷]
- تولید رادیوایزوتوپ های بومی[۱۷][۱۵]
- تولید و صادرات آب سنگین[۱۸]
- فرایند غنی سازی اورانیوم[۱۹]
- دستیابی به فرایند ارتباط کوانتومی فضای آزاد در بهمن ۱۳۹۹[۲۰]
- دستگاه آشکارساز هسته‌ای در فروردین ۱۴۰۰[۲۱]
- لیزر دیسک ۵ و ۱۰ کیلووات در فروردین ۱۴۰۰[۲۲]
- ساخت سامانه پلاسمای سرد برای درمان بیماری سرطان در فروردین ۱۴۰۱[۲۳]
- تولید رادیو نوکلوئید تربیوم-۱۶۱ در فروردین ۱۴۰۱[۲۳][۲۴]
- تولید کیت رادیوداروی FAPI جهت نشان‌دارسازی با رادیوداروی لوتیشوم ۱۷۷، گالیوم ۶۸ و تکنیسیوم ۹۹[۲۳][۲۴]
- ساختِ چشمۀ لیزر میکرو ماشین کاری[۲۳]
- رادیو rm2 در تشخیص زودهنگام سرطان در آذر ۱۴۰۲[۲۵]
- ساخت دستگاه عصاره‌گیر مایکروویو پارس اسانس در بهمن ۱۴۰۱[۲۶]
- ساخت سامانه آفت‌زدای صنعتی 60 کیلووات در خرداد ۱۴۰۲[۲۷]
- ساخت سامانه پرتودهی خودحفاظ گامای دوجداره در شهریور ۱۴۰۲[۲۸]
- تولید رادیو نوکلئید سزیم ۱۳۷ در شهریور ۱۴۰۲[۲۹]

## جایگاه جهانی
ایران در بین ۲۰ کشوری است که دارای چرخه سوخت هسته ایست. ایران توانسته در طول سال‌های ۱۳۵۰ تا ۱۴۰۲،‌ رساله، کتاب و مقاله‌های علمی بسیاری را در زمینه های مختلف هسته ای منتشر نماید. از این رو در سال ۱۳۸۸ رتبه سیزدهم در دنیا را از ان خود کرده بود. به گفته رئیس دانشکده هسته ای شهید بهشتی ایران جزو ۵ کشور برتر جهان در حوزه دانش هسته‌ای است.

## منبع
1. ↑  فردا، رادیو (۲۰۲۲-۰۷-۲۶). «آژانس: برنامه هسته‌ای ایران با سرعت هر چه تمام در حال پیشرفت است». رادیو فردا. دریافت‌شده در ۲۰۲۳-۰۹-۰۷.
2. ↑  «روزنامه وطن امروز: پیشرفت‌های خیره‌کننده ایران در صنعت هسته‌ای با توقف مذاکرات». www.pishkhan.com. دریافت‌شده در ۲۰۲۳-۰۹-۰۷.
3. ↑  «ایسنا». Telegram. دریافت‌شده در ۲۰۲۳-۰۹-۰۷.
4. ↑  ایران، عصر (۱۴۰۲/۰۳/۰۲ - ۱۷:۴۹). «قدرت حمله به ایران را داریم/ حمله به ایران، ساده نیست / موفق به تاخیر برنامه هسته ای ایران شدیم». fa. دریافت‌شده در 2023-09-07. تاریخ وارد شده در |تاریخ= را بررسی کنید (کمک)
5. ↑  «اتحادیه اروپا ادعاهای پادمانی علیه برنامه صلح‌آمیز هسته‌ای ایران را تکرار کرد». www.irna.ir. دریافت‌شده در ۲۰۲۳-۰۹-۰۷.
6. ↑  The nuclear sphinx of tehran: Mahmoud Ahmadinejad and the State of Iran, Yossi Melman, Meir Javedanfar, 2008, p84.
7. ↑  Diversified Success, Time Magazine, 19 May 1961
8. ↑  «معرفی سازمان انرژی اتمی ایران در یک نگاه». وبگاه سازمان انرژی هسته‌ای ایران. بایگانی‌شده از اصلی در ۱ اوت ۲۰۰۸. دریافت‌شده در ۱۰ مرداد ۱۳۸۷.
9. ↑  عاقبت مذاکره؛ نتایج توافق‌های اتمی با ایران چه بوده‌است؟ بی‌بی‌سی فارسی
10. ↑  «هشدار فرانسه به ایران دربارهٔ از سرگیری غنی‌سازی اورانیوم». وبگاه باخبر. ۸ مرداد ۱۳۸۴. بایگانی‌شده از اصلی در ۲۶ فوریه ۲۰۰۶. دریافت‌شده در ۲۱ ژوئیه ۲۰۱۵.
11. ↑  «روایت یوشکا فیشر از فرصت ناشی از پیروزی روحانی». وبگاه دیپلماسی ایرانی. ۴ تیر ۱۳۹۲. دریافت‌شده در ۲۵ ژوئن ۲۰۱۳.
12. ↑  «404 Not Found» (PDF). www.parisschoolofeconomics.eu. دریافت‌شده در ۲۰۲۳-۰۹-۰۷.
13. ↑  «دستاوردهای هسته‌ای ایران؛ از انحصار زدایی تا توسعه در ایران». خبرگزاری موج. ۲۰۲۳-۰۹-۰۷. دریافت‌شده در ۲۰۲۳-۰۹-۰۷.
14. ↑  «۱۳۳ دستاورد جدید هسته‌ای رونمایی، افتتاح و راه اندازی می‌شود». خبرگزاری مهر | اخبار ایران و جهان | Mehr News Agency. ۲۰۲۱-۰۴-۰۶. دریافت‌شده در ۲۰۲۳-۰۹-۰۷.
15. 1 2 3  «نمایش «دستاوردهای» هسته‌ای ایران». ار.اف.ای - RFI. ۲۰۲۳-۰۲-۰۹. دریافت‌شده در ۲۰۲۳-۰۹-۰۷.
16. 1 2  «صعود ایران از قعر جدول کشورهای صاحب تکنولوژی به صدر طی 40 سال پس از انقلاب- اخبار علم و تکنولوژی - اخبار اجتماعی تسنیم | Tasnim». خبرگزاری تسنیم | Tasnim. دریافت‌شده در ۲۰۲۳-۰۹-۰۷.
17. 1 2 3 4  ««رنسانس هسته‌ای» ایران/ صنعتی که آینده کشور به آن گره خورده است». خبرگزاری مهر | اخبار ایران و جهان | Mehr News Agency. ۲۰۲۲-۰۴-۰۹. دریافت‌شده در ۲۰۲۳-۰۹-۰۷.
18. ↑  ایران، اسپوتنیک (20171216T2032+0330). «رونمایی از دستاوردهای هسته ای جديد ایران در سال آینده». اسپوتنیک ایران. دریافت‌شده در 2023-09-07. تاریخ وارد شده در |تاریخ= را بررسی کنید (کمک)
19. ↑  «ایران ۲۰۰ گرم فلز اورانیوم با غنای ۲۰درصد تولید کرده است». خبرگزاری مهر | اخبار ایران و جهان | Mehr News Agency. ۲۰۲۱-۰۸-۱۶. دریافت‌شده در ۲۰۲۳-۰۹-۰۷.
20. ↑  «رونمایی از دستاورد ارتباط کوانتومی فضای آزاد». خبرگزاری مهر | اخبار ایران و جهان | Mehr News Agency. ۲۰۲۱-۰۱-۲۵. دریافت‌شده در ۲۰۲۳-۰۹-۰۷.
21. ↑  «دستگاه آشکارساز هسته‌ای مبتنی بر هوش مصنوعی رونمایی شد». خبرگزاری مهر | اخبار ایران و جهان | Mehr News Agency. ۲۰۲۱-۰۴-۰۹. دریافت‌شده در ۲۰۲۳-۰۹-۰۷.
22. ↑  «رونمایی از لیزرهای دیسک ۵ کیلووات، فیبر ۲ و ۱۰ کیلووات در البرز». خبرگزاری مهر | اخبار ایران و جهان | Mehr News Agency. ۲۰۲۱-۰۴-۱۰. دریافت‌شده در ۲۰۲۳-۰۹-۰۷.
23. 1 2 3 4  «9 دستاورد جدید هسته‌ای». روزنامه دنیای اقتصاد. ۲۰۲۳-۰۹-۰۷. دریافت‌شده در ۲۰۲۳-۰۹-۰۷.
24. 1 2  «رونمایی از دستاورد جدید سازمان انرژی اتمی/ رونمایی از «رادیونوکلئید سزیم-۱۳۷»». fa.alalam.ir. دریافت‌شده در ۲۰۲۳-۰۹-۰۷.
25. ↑  «رونمایی از جدیدترین داروهای صنعت هسته ای در کشور». خبرگزاری مهر | اخبار ایران و جهان | Mehr News Agency. ۲۰۲۲-۱۲-۱۷. دریافت‌شده در ۲۰۲۳-۰۹-۰۷.
26. ↑  «طرح‌های مجتمع پرتوفرآیند ایران مرکزی در یزد به بهره‌برداری رسید». خبرگزاری مهر | اخبار ایران و جهان | Mehr News Agency. ۲۰۲۳-۰۲-۰۵. دریافت‌شده در ۲۰۲۳-۰۹-۰۷.
27. ↑  «رونمایی از سامانه آفت‌زدای صنعتی 60 کیلووات». سازمان انرژی اتمی ایران. 1402/3/17. تاریخ وارد شده در |تاریخ= را بررسی کنید (کمک)
28. ↑  «سامانه پرتودهی «خودحفاظ گاما» در بناب رونمایی شد». خبرگزاری مهر | اخبار ایران و جهان | Mehr News Agency. ۲۰۲۳-۰۸-۲۹. دریافت‌شده در ۲۰۲۳-۰۹-۰۷.
29. ↑  «رونمایی از دستاورد جدید هسته‌ای/ سزیم چیست و چه کاربردهایی دارد؟». خبرگزاری مهر | اخبار ایران و جهان | Mehr News Agency. ۲۰۲۳-۰۸-۲۷. دریافت‌شده در ۲۰۲۳-۰۹-۰۷.
30. ↑  «کتاب «تصویربرداری تشخیصی - رادیولوژی و طب هسته‌ای» رونمایی شد». خبرگزاری مهر | اخبار ایران و جهان | Mehr News Agency. ۲۰۲۳-۰۵-۲۹. دریافت‌شده در ۲۰۲۳-۰۹-۰۷.
31. ↑  «جایگاه ایران در تولید علوم هسته ای». www.iust.ac.ir. دریافت‌شده در ۲۰۲۳-۰۹-۰۷.
32. ↑  «جایگاه ایران در دانش هسته‌ای- اخبار خواندنی - اخبار رسانه ها تسنیم | Tasnim». خبرگزاری تسنیم | Tasnim. دریافت‌شده در ۲۰۲۳-۰۹-۰۷.